# ایلدبراندو پیتستی
ایلدبراندو پیتستی (ایتالیایی: Ildebrando Pizzetti؛ ۲۰ سپتامبر ۱۸۸۰ – ۱۳ فوریهٔ ۱۹۶۸) آهنگساز، موسیقی‌دان و رهبر ارکستر اهل ایتالیا بود.
او پسر اودواردو پیتستی، پیانیست و معلم پیانو بود که اولین معلم پسرش به شمار می‌رفت. در ابتدا به نظر می‌رسید که پیزتی به دنبال یک حرفه در عرصه نمایشنامه‌نویسی است—او چندین نمایشنامه نوشته بود که دو تای آن‌ها تولید شده بودند—تا اینکه در سال ۱۸۹۵ تصمیم گرفت حرفه‌ای در موسیقی انتخاب کند و وارد کنسرواتوار پارما شد. در آنجا از سال ۱۸۹۷ تحت آموزش جیووانی تِبالدینی قرار گرفت و آغازگر علاقه‌ی همیشگی‌اش به موسیقی ابتدایی ایتالیا شد که در موسیقی خود و نوشته‌هایش بازتاب یافته است. او در کنسرواتوار فلورانس تدریس کرد (مدیر از ۱۹۱۷ تا ۱۹۲۳)، از سال ۱۹۲۳ کنسرواتوار میلان را هدایت کرد و از ۱۹۳۶ تا ۱۹۵۸ جانشین رسپیگی در آکادمی ملی سانتا چچیلیا در رم شد. برخی از آثار او تحت نام «ایلدبراندو دا پارما» منتشر شدند.
از فیلم‌ها یا مجموعه‌های تلویزیونی که وی در آن‌ها نقش داشته‌است، می‌توان به کابیریا، آسیاب رودخانه پو، کشتی و نامزدشده اشاره نمود.